# Vitali Dunaitsev
Vitali Vladímirovich Dunaitsev –en ruso, Виталий Владимирович Дунайцев– (Kostanái, Kazajistán, 12 de abril de 1992) es un deportista ruso que compite en boxeo.
Participó en los Juegos Olímpicos de Río de Janeiro 2016, obteniendo una medalla de bronce en el peso superligero. Ganó una medalla de oro en el Campeonato Mundial de Boxeo Aficionado de 2015 y una medalla de oro en el Campeonato Europeo de Boxeo Aficionado de 2015.

## Palmarés internacional
| Juegos Olímpicos   | Juegos Olímpicos        | Juegos Olímpicos  | Juegos Olímpicos |
| Año                | Lugar                   | Medalla           | Categoría        |
| ------------------ | ----------------------- | ----------------- | ---------------- |
| 2016               | Río de Janeiro (Brasil) | Medalla de bronce | 64 kg            |
| Campeonato Mundial |                         |                   |                  |
| Año                | Lugar                   | Medalla           | Categoría        |
| 2015               | Doha (Catar)            | Medalla de oro    | 64 kg            |
| Campeonato Europeo |                         |                   |                  |
| Año                | Lugar                   | Medalla           | Categoría        |
| 2015               | Samokov (Bulgaria)      | Medalla de oro    | 64 kg            |